# Régi Mária temető
A Régi Mária temető (lengyelül: Dawny cmentarz przy Kościele Mariackim, röviden: Cmentarz Mariacki) régi, felszámolt temető Krakkó Óvárosában (Stare Miasto). A helyén jött létre a mai Mária tér. 1803-ban nyitották meg a Rakowicki temetőt, a város új temetőjét.

## Története
A csaknem hat évszázadon át működő egykori keresztény temető a krakkói Főtér (Rynek) északkeleti részénél, a Mária-templom (Kościół Mariacki) mellett terült el. 1222-ben nyitották meg a templom építésével egyidejűleg, s 1796-ban számolták fel, mivel a várost megszálló osztrák hatóságok közegészségügyi okokra hivatkozva megtiltották a további temetkezéseket a város falain belül.
A temetőben 1338-ban idősebb Mikołaj Wierzynek jómódú krakkói polgár adományából kápolnát emeltek. A Szent Barbara-temetőkápolnát 1394 és 1399 között átépítették és kibővítették, ez lett a mai Szent Borbála-templom.
A 15. század végén a templomhoz toldalékot építettek Adam Szwarc adományaként. A Szent Borbála-templom és a Gecsemáné-kertről elnevezett Ogrójec-kápolna az idők során sajátos stílusú, gótikus, reneszánsz és manierista épületegyüttessé fejlődött, és egyre több epitáfiummal gazdagodott. Az egyik ilyen sírfeliratot Wit Stwosz 1480-1485 körül készített, Krisztus az Olajfák hegyén (Chrystus w Ogrojcu) című reliefje díszítette.
A Mária-temetőt kőfal övezte, amely a Czynciela-háznál kezdődött és folytatódva északi irányban a Mikołajska utca felé, egészen a Wikarówkáig tartott. A temetőben állt egy pellengér (Kuna), amellyel a kisebb vétségek elkövetőit, a prostituáltakat, a részegeseket és az istenkáromlókat büntették. A nyakbilincs a temető bejáratánál volt elhelyezve, s miután megszűnt ez a büntetési mód, a Mária-templom kapujához helyezték át megőrzés és egyben figyelmeztetés céljából. Szintén a vétkesek bűntudatának felélesztését szolgálta a templom árkádos bejáratánál (Kruchta) épített börtöncella, amelynek ablaka a temetőre nézett. A sírok között állt a „halottak lámpája”, ami egy éjszaka világító oszlopos lámpás volt.
A temető helyén napjainkban a Mária tér található. Az egykori temetőfal nyomvonala a tér kövezetében néhol jelezve van világos színű utcakövekkel. A tér közepén szökőkút áll, figurális alakja a Mária-templom oltárán is szerepel.
Az egykori temető bejáratánál álló Mária-szobor napjainkban egy oszlopra helyezve a Jagelló Egyetem kertjében, a Jagiellońska és a Karol Olszweski utca találkozásánál látható a Plantyban.

## Galéria

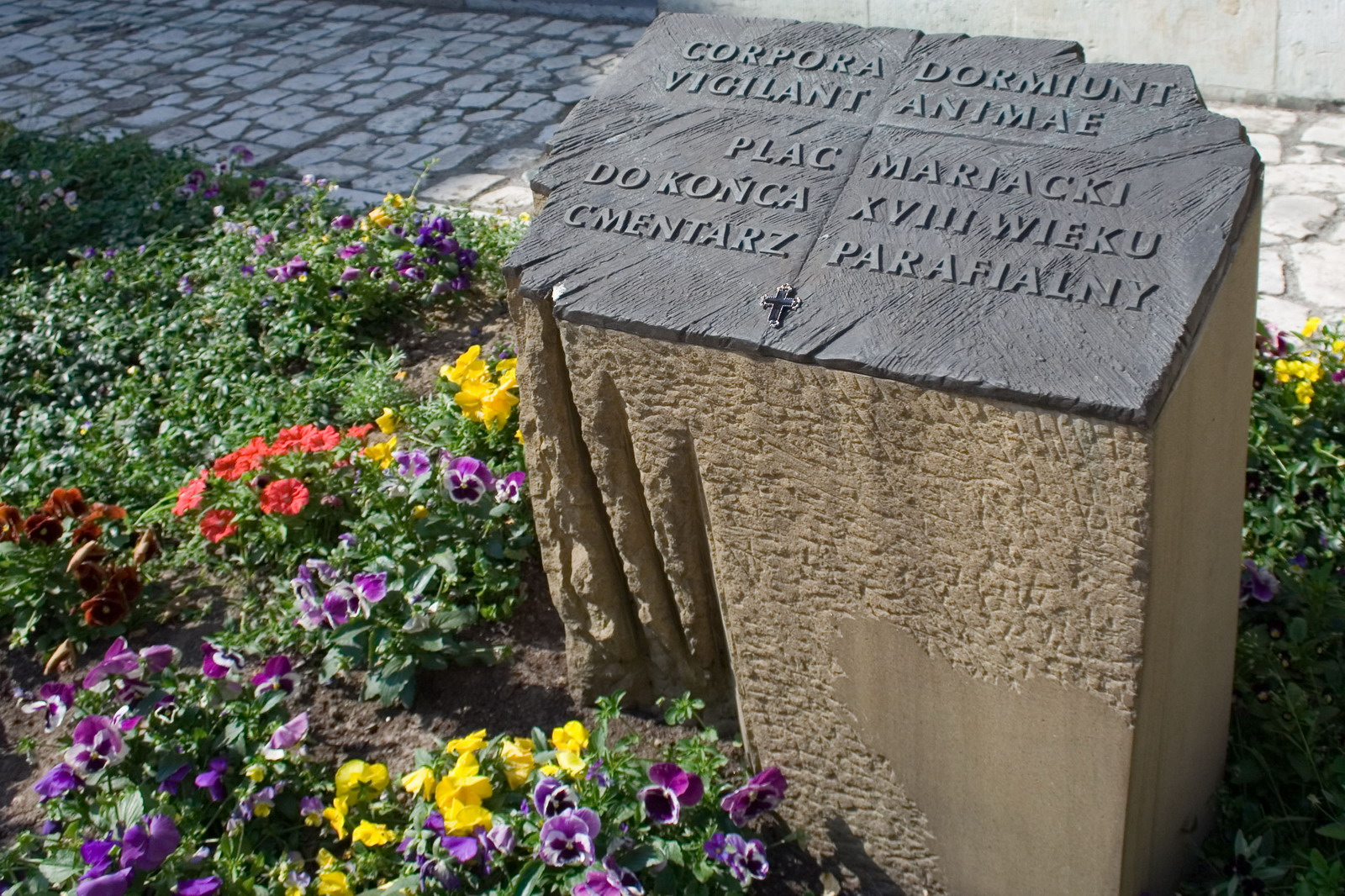
Az egykori temető helyét jelző emléktábla
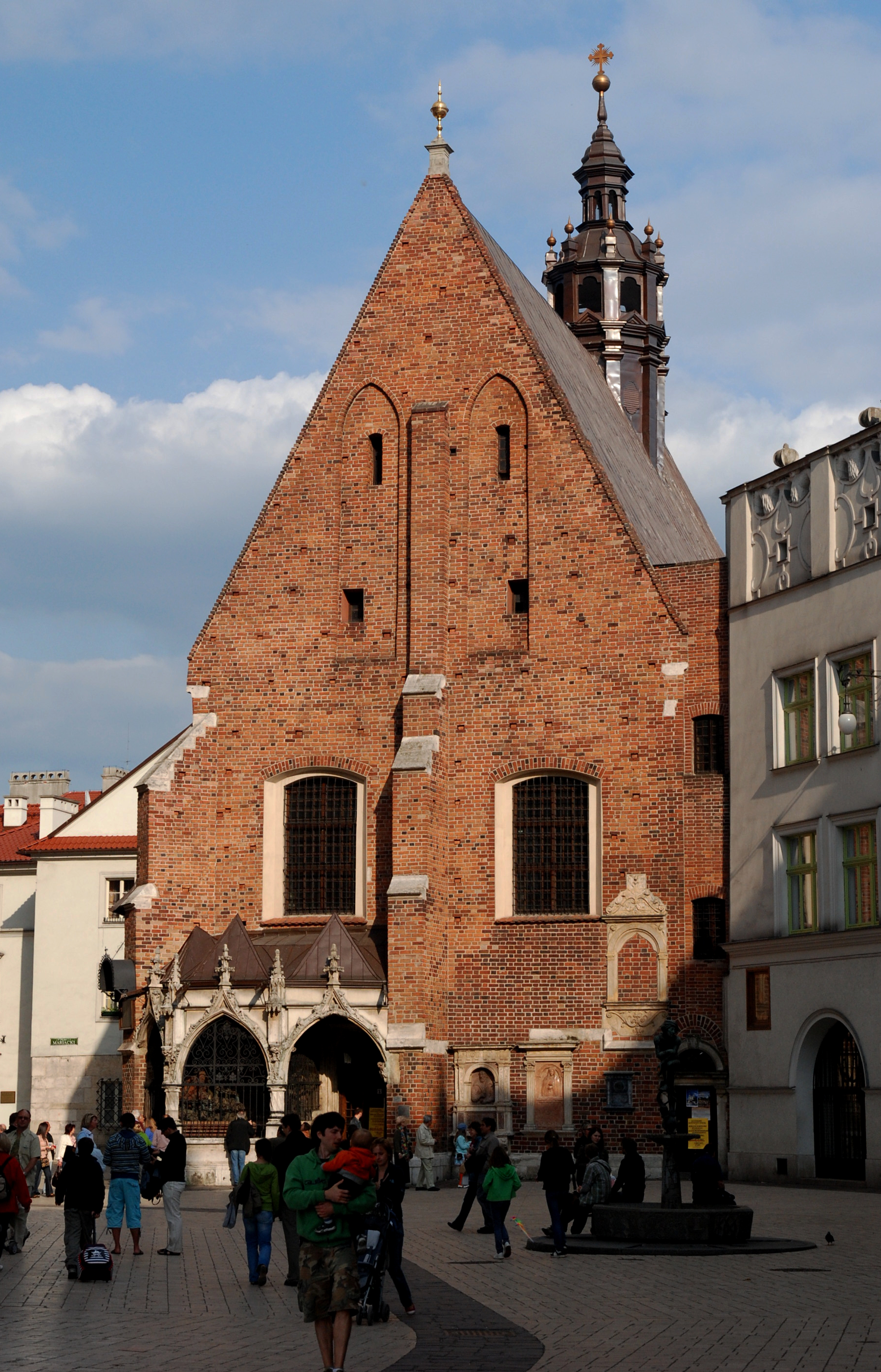
A Szent Borbála-templom, az egykori temetőkápolna
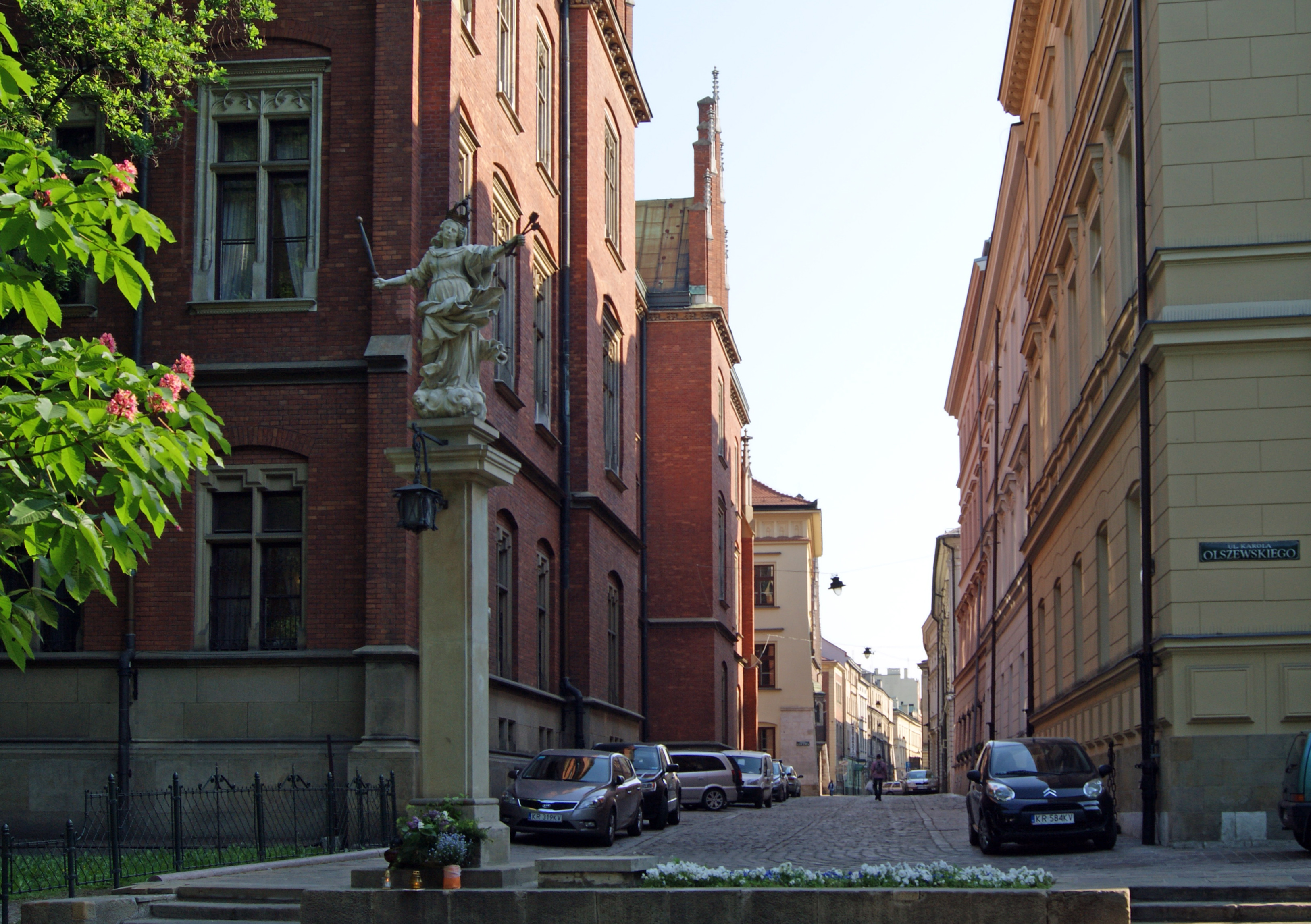
A temető bejáratánál elhelyezett Mária-szobor, mely napjainkban a Jagiellońska utca végén áll

## Fordítás
- Ez a szócikk részben vagy egészben a  Dawny cmentarz przy Kościele Mariackim című lengyel Wikipédia-szócikk ezen változatának fordításán alapul.  Az eredeti cikk szerkesztőit annak laptörténete sorolja fel. Ez a jelzés csupán a megfogalmazás eredetét és a szerzői jogokat jelzi, nem szolgál a cikkben szereplő információk forrásmegjelöléseként.